# Arnarfjörður

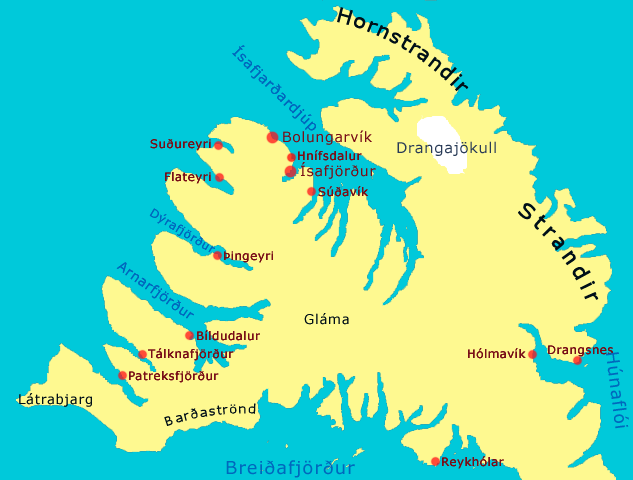
Karta över Vestfirðir med Arnarfjörður utritad

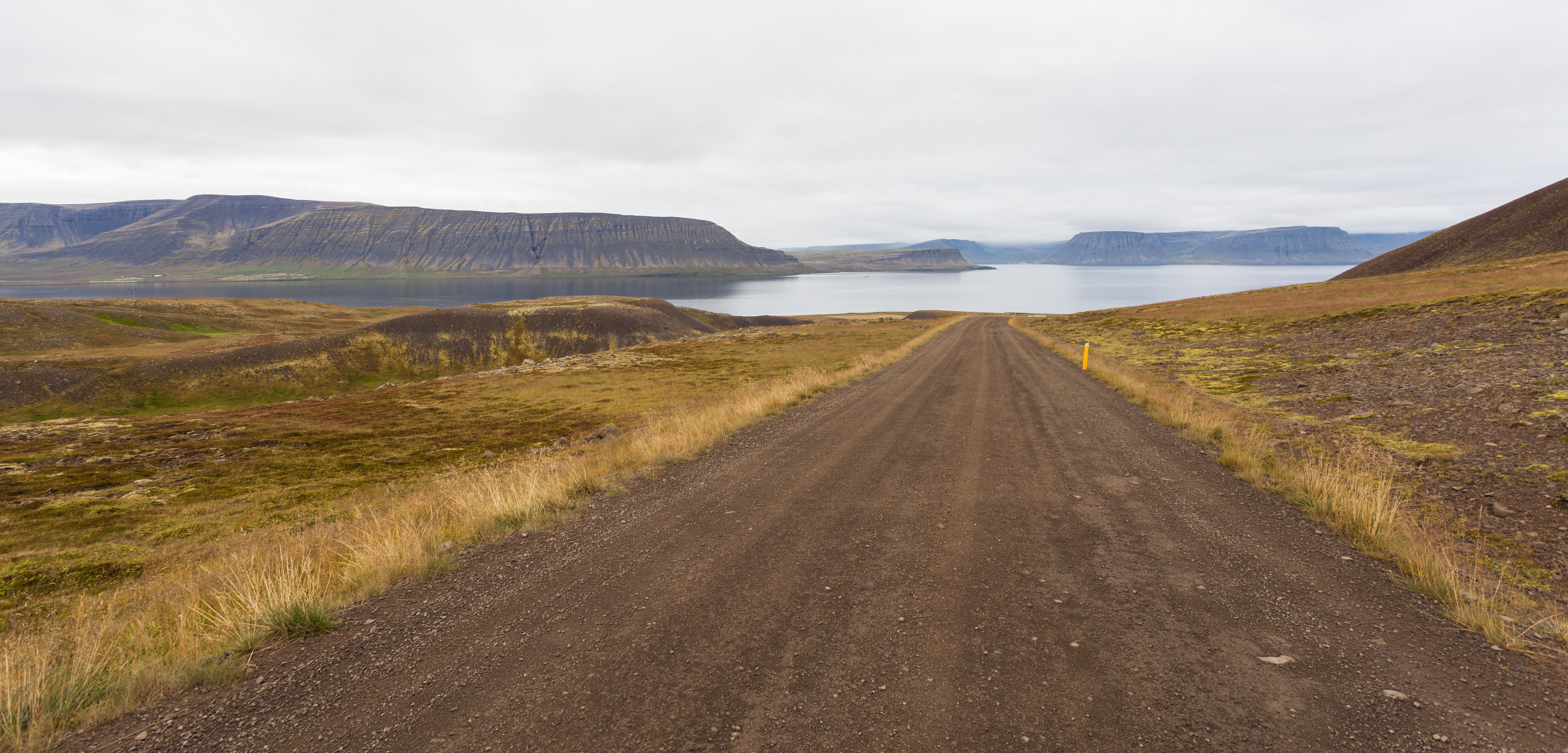
Arnarfjörður.

Arnarfjörður är en av de största fjordarna på nordvästra Island med en längd av 40 kilometer. Stränderna omges av branta basaltberg.